# Simply Nailogical
 Кристин Ракель Ротенберг (англ. Cristine Raquel Rotenberg, широко известна как Simply Nailogical) (род. 17 октября 1988 года) — канадская YouTube-блогер, аналитик криминальной статистики и бывшая детская актриса. Она известна своей ролью в рекламе в детстве, а также созданием уроков по нейл-арту и юмористическими видео на YouTube. 
По состоянию на январь 2023 года, основной канал YouTube Ротенберг имеет более 7,54 миллионов подписчиков, в то время как у ее второго канала более 2,76 миллионов подписчиков. В совокупности ее два канала имеют более 2 101 430 078 просмотров и 10,30 миллиона подписчиков.
Ротенберг хвалят за ее юмор и доброжелательное присутствие[прояснить] на YouTube. Журнал J-14 описывает ее как «лицо нейл-арта в мире интернета».  Ротенберг описывает себя как имеющую «нестандратный подход» к урокам красоты.

## Ранние годы
Кристин Ротенберг родилась 17 октября 1988 года в Ричмонд Хилл, Онтарио, Канада.  У нее есть сестра Дженнифер, которая появляется в некоторых ее видео. С 1996 по 2001 год Ротенберг снялась в 15 рекламных роликах для различных детских товаров, включая Furby и Fib Finder. В 13 лет она сыграла роль молодой Софии в фильме 2002 года «Прелести для легкой жизни». Ротенберг прекратила играть актерские роли, когда ей было около 12 лет, по её словам, чтобы сфокусироваться на учёбе. 
В 2014 году Ротенберг получила степень магистра в области социологии по специальности «Криминология» Карлтонского университета.

## Интернет-карьера
Вскоре после защиты магистерской диссертации, Ротенберг запустила свой блог Simply Nailogical в феврале 2014 года. До того как начать снимать видео, она уже почти год публиковала фотографии своего нейл-арта в блоге и профиле в Instagram. Ее блог неактивен с июня 2016 года.

### YouTube
Ротенберг запустила свой первый канал Simply Nailogical в июне 2014 года. Сначала она сфокусировалась на коротких видео о нейл-арте, которые длились менее минуты. Она также размещала 15-секундные версии видео в своем Instagram в то время. После многочисленных запросов от поклонников, которые просили услышать ее голос, она стала более общительной на YouTube. Она начала записывать озвучку в своих видео, делала уроки дольше и в конечном итоге появилась в кадре.
Ротенберг ввела термин «holosexual», который описывает кого-то, кто одержим голографическими вещами; она так же называет своих подписчиков.
В июне 2016 года Ротенберг опубликовала видео о том, как она наносит более 100 слоев лака для ногтей под названием «100+ слоев лака для ногтей #POLISHMOUNTAIN» (англ. 100+ Coats of Nail Polish | #POLISHMOUNTAIN). Видео быстро стало вирусным, и было скопировано многими другими ютуберами, такие как Дженна Марблс. По состоянию на июнь 2019 года, у этого видео более 24 миллионов просмотров, что делает его одним из самых популярных на её канале на сегодняшний день. The Daily Dot похвалило видео Simply Nailogical, назвав его одним из самых популярных видео-трендов 2016 года.  Вскоре после публикации видео количество ее подписчиков удвоилось. Также на это видео было сделано несколько видео-реакций.
Начиная с ее вирусного видео, основной канал Ротенберг главным образом сосредоточен на обучающих видео по нейл-арту и красоте, а также юмористических сценах. Некоторые видео показывают ее кошек Менчи и Зайлера, ее парня Бена и нескольких членов семьи, ее сестра Дженнифер и ее отец являются наиболее распространенными.
В сентябре 2015 года Ротенберг создала свой второй YouTube-канал Simply Not Logical. Она начала публиковать там видео в августе 2016 года, а ее первое видео называлось "SimplyMailogical #1". На этом канале Ротенберг в первую очередь публикует видеоблоги и контент вне своих обычных уроков по нейл-арту.
17 июля 2022 года Кристин в одном из видео заявила о своём уходе с площадки YouTube. В ролике блогер делится с поклонниками чувствами о том, как тяжело совмещать YouTube-карьеру и бизнес, а также о том, что из-за тяжёлых жизненных обстоятельств она стала другим человеком, и это не позволяет ей снимать видео в том же формате, что раньше. Тем не менее, благодаря активности сообщества фанатов Кристин, канал продолжает иметь монетизацию с помощью старых роликов. По состоянию на январь 2024 года YouTube-канал Simply Nailogical приносит от 1000 до 8 000 долларов в месяц с помощью AdSense.

### Сотрудничество с другими компаниями
Ротенберг сотрудничала с несколькими компаниями-производителями лаков для ногтей, создавая коллекции или особые цвета. Коллекция Simplynailogical от F.U.N. Lacquer состояла из шести голографических цветов в трех отдельных оттенках: розовом, синем и черном, каждый из которых имеет свою линейную голографическую версию. Она рекламировала коллекцию в видео на своем канале и в своем блоге. Сотрудничая с сайтом Live Love Polish, она выпустила два лака для ногтей марки Starbly "Menchie the Cat" и "Zyler the Cat", названные в честь ее кошек. В этот же набор были включены лаки под названиями "Hustler" и "Adventure Capitalist".
В июле 2019 года Ротенберг представила собственную линию лаков для ногтей Holo Taco. Количество товара при запуске было распродано в течение часа, а предварительный заказ в конце июля распродан в течение нескольких часов.

## Филантропия
В мае 2017 года Ротенберг и ее парень Бен собрали 25 тысяч долларов для Оттавского гуманного общества, продавая товары с изображениями своих кошек. В результате их работы комната в гуманном обществе была названа в честь их двух кошек, Менчи и Зайлера.
19 августа 2017 года Ротенберг объявила, что она будет разыгрывать плату за один семестр подписчику, который в настоящее время учится в канадском колледже или университете, чтобы мотивировать их на получение высшего образования. 8 сентября 2018 года она объявила аналогичную раздачу с двумя победителями. 17 августа 2019 года она объявила еще одну раздачу платы за обучение, но уже с тремя победителями.

## Личная жизнь
Кристин Ротенберг работает аналитиком статистики преступности и здоровья в Статистической службе Канады и в настоящее время проживает в Оттаве, Канада, со своим парнем Бенджамином Мазовитой и их двумя кошками, Менчи и Зайлером. У Кристин также есть сестра, которая много раз появлялась на её YouTube-канале.

## Фильмография
| Год  | Фильм                    | Роль          | Примечания          |
| ---- | ------------------------ | ------------- | ------------------- |
| 2002 | Charms for the Easy Life | Молодая София | Телевизионный фильм |

Она также снималась в различных рекламных роликах. Например, она участвовала в роликах для Fib Finder, Furbys, в рекламе страхования и театрализованного представления Wizard of Oz.

## Награды и номинации
После ее вирусных видео и недавно обретенной популярности на YouTube Ротенберг была номинирована как Breakout Creator на 2016 Streamy Awards. Она проиграла Лизе Коши.
На Streamy Awards 2017 Ротенберг была номинирована на премию в области красоты.

| Год  | Премия             | Номинация           | Результат |
| ---- | ------------------ | ------------------- | --------- |
| 2016 | The Streamy Awards | Breakout Creator    | Номинация |
| 2017 | The Streamy Awards | Best Beauty Program | Номинация |